# 伯嚭
伯 嚭（はく ひ、? - 紀元前473年?）は、中国春秋時代の呉の政治家。楚の伯宛の子。曾祖父は晋の賢臣として名高い伯宗。祖父は楚の軍師を務めた伯州犂。闔閭・夫差に仕えた。
伯嚭は、伯宗より続く伯氏の生まれだが、幼少の頃の紀元前541年に父の伯宛が、霊王の王位簒奪計画に巻き込まれて横死したために、祖父の伯州犂の下で成長した。しかし、その後の昭王の時期の紀元前515年に伯州犂も讒言で誅殺される悲運に遭い、身の危険を感じた伯嚭は、旧知の伍子胥がいる呉へと亡命する。そこで呉王闔閭に登用され、後の紀元前506年に闔閭や伍子胥と共に楚へ兵を出し、楚を滅亡寸前へと追い込み（柏挙の戦い）、祖父と父の無念を晴らした。
後に賄賂に負けて越と内通したといわれる。また、清廉で知られる曾祖父の伯宗とは正反対の狡猾な性格で、彼の讒言に振り回された呉王夫差は、伍子胥を殺してしまったという言い伝えがある。
越に呉が滅ぼされた際、越王勾践に悪臣の見本として処刑され晒し首にされたと伝わる。